# Polyphyllia
Polyphyllia is een geslacht van neteldieren uit de klasse van de Anthozoa (bloemdieren).

## Soorten
- Polyphyllia novaehiberniae (Lesson, 1831)
- Polyphyllia talpina (Lamarck, 1801)